# 尼泊尔十大功劳
尼泊尔十大功劳（学名：Mahonia napaulensis）为小檗科十大功劳属的植物。分布于尼泊尔、不丹、印度、缅甸以及中国大陆的四川、云南、西藏、广西等地，生长于海拔1,200米至3,000米的地区，多生于林缘、常绿阔叶落叶混交林中和灌丛中，目前尚未由人工引种栽培。